# Trosia fallax
Trosia fallax is een vlinder uit de familie van de Megalopygidae. De wetenschappelijke naam van de soort is voor het eerst geldig gepubliceerd in 1874 door Felder.